# Pardal roquer
El pardal roquer, pardal berberisc o (pardal) torredà (Petronia petronia), anomenat també teuladí al País Valencià, és un ocell de la família dels passèrids, l'únic del gènere Petronia Kaup, 1829. Es localitza al sud de França, a tota la península Ibèrica, a la Itàlia peninsular, al sud dels Balcans, a les illes mediterrànies i a l'Àfrica del Nord. Als Països Catalans es troba distribuït irregularment, amb un màxim al sud-oest del Principat de Catalunya. A Menorca és excepcional (no s'hi ha capturat cap exemplar per a anellament des de 1983 fins al 2004).

## Morfologia
Fa 14 cm de llargària total. Sembla una femella de teuladí (Passer domesticus) però més rabassut i ratllat. Té la cua més curta i cap més voluminós que el pardal comú. És de color gris bru, ratllat de bru fosc amb les parts inferiors més pàl·lides. Té una pàl·lida taca groga difosa a la gola dels adults. A la punta de les plomes de la cua té unes taques blanques molt visibles en el moment d'aterrar. La cella és de color clar. Els sexes són similars i els joves són bastant semblant als adults.

## Hàbitat i ecologia
Viu en indrets rocallosos, penya-segats marins o interiors, pedregars, runes, etc. No és present a l'alta muntanya ni a les planes més extenses del litoral i no cerca la proximitat dels humans amb tant delit com el pardal comú. Menja llavors, baies i insectes.
És sedentari, el seu vol és ràpid i una mica agressiu (les seues picades poden ésser doloroses).
Fa els nius en forats de les roques o de construccions humanes fa un niu amb herba seca i l'entapissa amb plomes i llana. Al maig-juny pon 4 o 5 ous i els pollets que en surten deixen el nial al cap de 21 dies d'ésser alimentats pels dos pares. Fan dues postes i reutilitzen el mateix niu. A les Balears cria localitzat a Mallorca i, de manera abundant, a les Pitiüses.